# Funkcje polityki gospodarczej
Zasugerowano, aby zintegrować ten artykuł z artykułem Polityka gospodarcza (dyskusja). Nie opisano powodu propozycji integracji.
Wyróżnia się trzy funkcje polityki gospodarczej: stabilizacyjną, alokacyjną i redystrybucyjną. 

## Funkcja stabilizacyjna
Funkcja stabilizacyjna polityki gospodarczej związana jest z problemami oddziaływania władz publicznych (władz państwowych oraz władz lokalnych) na taki ład ekonomiczny, który charakteryzowałby się odpowiednio wysokim i stabilnym ładem gospodarczym w długim okresie, co z kolei umożliwiałoby wzrost dochodów indywidualnych i zbiorowych. Inne oczekiwania wpływające na efektywność funkcjonowania systemu gospodarczego dotyczą zapewnienia przewagi ciśnienia w systemie gospodarczym, czyli wskaźnik relatywnej mocy sił rynkowych, będący stosunkiem aspiracji sprzedających do aspiracji kupujących, musi być większy od jedności. Jest to korzystne zjawisko, gdyż świadczy o powszechności konkurencji u nabywców i braku ograniczoności zasobów naturalnych. Poza tym z funkcją stabilizacyjną związane są oczekiwania związane z osiągnięciem bliskich ideałowi parametrów systemu gospodarczego, a więc ukształtowanie inflacji i stopy bezrobocia na jak najniższym poziomie, osiągnięcie co najmniej 3% rocznego wzrostu PKB, zapewnienie stabilności kursów walutowych oraz równowagi bilansu płatniczego i budżetu państwa. Cel tej funkcji to stabilizacja koniunktury gospodarczej w długim horyzoncie czasowym za pomocą instrumentów takich jak wysokość stopy procentowej, podatków, czy ilość pieniądza w obiegu. Trzeba jednak pamiętać, iż nadmierna ingerencja państwa w gospodarkę nie jest zjawiskiem korzystnym. Funkcja stabilizacyjna polityki gospodarczej uzasadnia konieczność interwencjonizmu władz publicznych w procesy rynkowe ze względu na niedoskonałość rynku, która przejawia się m.in. w występowaniu niedoskonałej konkurencji czy praktyk monopolistycznych. Głównym narzędziem procesów regulacyjnych w polityce gospodarczej jest pieniądz i jego przepływy, zaś do instytucji regulacyjnych zaliczamy m.in. bank centralny i banki komercyjne, fundusze ubezpieczeniowe i sądy. W ramach funkcji stabilizacyjnej wyróżnia się politykę makro- i mikroekonomiczną.

## Funkcja redystrybucyjna i alokacyjna
Funkcje redystrybucyjna i alokacyjna dotyczą udziału władz publicznych w podziale dochodów, które są wspólne z mocy prawa w celu finansowania konkretnych obowiązków sektora publicznego, np. publiczna służba zdrowia, publiczny system szkolnictwa, ochrona środowiska czy obrona obywateli. To, czy przedsięwzięcia podjęte w ramach obu funkcji mają pozytywne skutki, zależy od efektywności decyzji podejmowanych w ramach funkcji stabilizacyjnej w długim okresie. Tak więc spełnienie wymienionych wyżej oczekiwań związanych z funkcją stabilizacyjną musi mieć pokrycie w pozytywnej realizacji funkcji redystrybucyjnej i alokacyjnej, czyli utrzymanie wymienionych wyżej usług sektora publicznego na odpowiednim poziomie. Funkcja redystrybucyjna i alokacyjna są realizowane w dwóch podstawowych płaszczyznach: 
1. korygowanie naturalnego, tj. rynkowego podziału wytworzonych w systemie dochodów[1];
2. kreowanie dóbr i usług publicznych oraz odnowę środków ogólnodostępnych[1].

Z obiema funkcjami związany jest podział dóbr na dobra publiczne i prywatne. Dobra publiczne to takie dobra, które są finansowane z funduszy publicznych, są oferowane odbiorcom na zasadzie kryterium nieodpłatności. Tworzą one zbiorową konsumpcję społeczeństwa finansowaną z funduszy publicznych (tzw. zasada niewyłączności-każda jednostka ma prawo do korzystania z dóbr publicznych) Obywatele nie płacą za te dobra bezpośrednio, ale w formie pośredniej-w formie podatków. Natomiast dobra prywatne odróżnia od nich fakt, iż możliwość ich użytkowania przez określone jednostki wyklucza jednocześnie możliwość użytkowania tych dóbr przez innych ludzi. Z dostępem do dóbr publicznych związany jest problem free riders (jeżdżących na gapę), czyli osób, które korzystają z dóbr publicznych, choć nie ponoszą żadnych opłat z tego tytułu, gdyż nie wolno płacić za dobra publiczne dopiero po skorzystaniu z nich, np.: całe społeczeństwo korzysta z obrony narodowej, oświaty czy efektów ochrony środowiska, choć nie każdy obywatel uczestniczył w kosztach. Free riders mogą wpływać na zmniejszenie krańcowej skłonności obywateli do pracy i do oszczędzania, ale z drugiej strony mogą przyczynić się do wzrostu wytwarzania dóbr prywatnych (np. tworzenie systemu prywatnej służby zdrowia czy szkolnictwa prywatnego). Sektor prywatny nie finansuje produkcji dóbr publicznych w takim stopniu, by popyt obywateli na te dobra został w pełni zaspokojony, dlatego potrzebna jest interwencja władz państwowych, która wpłynie za zrównanie się korzyści społeczeństwa z krańcowymi kosztami. Ocenienie zasięgu konieczności takiej interwencji ułatwia analiza korzyści zewnętrznych oraz kosztów zewnętrznych, które pojawiają się w sytuacji, gdy decyzje produkcyjne i konsumpcyjne danej jednostki gospodarczej mają bezpośredni wpływ na produkcję i konsumpcję innych jednostek. Przykładem korzyści zewnętrznych jest korzystanie z funkcjonowania służby zdrowia, zaś przykładem kosztów zewnętrznych – koszty związane z zanieczyszczaniem środowiska naturalnego. Państwo poprzez rozwinięty aparat regulacyjny może wpływać na określone zachowania obywateli i podmiotów gospodarczych. Może np. – na mocy obowiązującego prawa – skłonić dane przedsiębiorstwo, które zanieczyszcza środowisko, by w kalkulacji kosztów uwzględniło nie tylko swoje koszty krańcowe, które wynoszą zero i duże korzyści krańcowe (tańszy proces produkcyjny), ale również ogromne koszty zewnętrzne obywateli z tytułu zanieczyszczenia środowiska i zerowe korzyści zewnętrzne. Państwo może również poprzez rozwinięty system dotacji stymulować rozwój małorentownych dziedzin sektora publicznego czy np. oddać dobro publiczne w zarząd prywatny, by skłonić obywateli do poszanowania dóbr publicznych i do bardziej racjonalnego korzystania z nich. By tworzyć nowe dobra i usługi publiczne oraz by zachować ogólnodostępne zasoby, konieczny jest wpływ władz państwowych na rynkowy podział dochodów w ramach funkcji dystrybucyjnej i alokacyjnej, w wyniku wyrównania nierówności społecznych : pomoc ludziom, którzy np. z powodu choroby nie są w stanie zapewnić sobie podstawowych warunków bytowych (przeciwdziałanie ubóstwu).Należy jednak pamiętać, że niezbędna pomoc społeczna musi być udzielona w takiej wysokości, aby nie zmniejszała krańcowej skłonności jednostki do podjęcia pracy albo żeby nie zachęcała do jednoczesnego podejmowania pracy w szarej strefie i pobierania zasiłku dla bezrobotnych. 
Tak więc skuteczna polityka gospodarcza przejawia się nie tylko w korygowaniu podziału dochodów w danym systemie gospodarczym w ramach funkcji alokacyjnej i redystrybucyjnej, ale też w realizacji funkcji stabilizacyjnej, związanej z zaangażowaniem sektora publicznego na ład ekonomiczny określony wymienionymi wcześniej kryteriami.